# Адзума, Киёхико
Киёхико Адзума (яп. 東清彦 Адзума Киёхико) — мангака. Родился 27 мая 1968 года в городе Тагасагоси в префектуре Хёго. Стал известен самой крупной на сегодняшний день своей работой — мангой Azumanga Daioh, которая впоследствии была экранизирована.
Его художественный стиль уникален и не привязан к жанрам сёдзё или сёнэн. Работы Адзумы отходят от «мейнстримовых» для манги направлений, действие разворачивается в совершенно обычном мире, и привлекательность его сюжетов — полная заслуга хорошо проработанных характеров его персонажей.

## Список работ
- «Адзуманга» (1999—2002) — наиболее известная работа Адзумы.
- Azumanga Recycle — ёнкома с участием персонажей из Tenchi Muyo!. Отношения к «Адзуманге» никакого не имеет.
- Kiyohiko Azuma Sakuhinshu: Azumanga — антология работ автора, выходила в двух томах, к каждому из которых был приложен компакт-диск с бонусами. Включает в себя:
  - Samy 4999 (1998) — 16-страничная мини-манга. Первый том антологии состоит только из неё.
  - Wallaby — публиковалась в журнале Game-jin (1999—2000) и была включена во второй том антологии (2002).
  - Try! Try! Try! (2002) — 16-страничная глава опубликована во втором томе, плюс на диске было ещё две главы в электронном виде (13 и 6 страниц). В этой работе впервые появляются персонажи, которых чуть позже читатель увидит в «Ёцуба!».
- «Ёцуба!» (2003–настоящее время) — история про девочку-дошкольницу по имени Ёцуба.